# Unité urbaine de Toul
L'unité urbaine de Toul est une unité urbaine française centrée sur la commune de Toul, dans le département de Meurthe-et-Moselle en région Grand Est.

## Données générales
Dans le zonage réalisé par l'Insee en 1999, l'unité urbaine était composée de trois communes.
Dans le zonage réalisé en 2010, elle était composée de quatre communes, la commune de Chaudeney-sur-Moselle ayant été ajoutée au périmètre.
Dans le nouveau zonage réalisé en 2020, elle est composée des quatre mêmes communes.
En 2022, avec 22 748 habitants, elle représente la 4e unité urbaine du département de Meurthe-et-Moselle et occupe le 28e rang dans la région Grand Est.
En 2022, sa densité de population s'élève à 405 hab/km2. Par sa superficie, elle ne représente que 1,07 % du territoire départemental et, par sa population, elle regroupe 3,1 % de la population du département de Meurthe-et-Moselle.

## Composition 2020 de l'unité urbaine
Elle est composée des quatre communes suivantes :
| Nom                   | Code Insee | Département        | Statut       | Superficie (km2) | Population (dernière pop. légale) | Densité (hab./km2) | Modifier                                    |
| --------------------- | ---------- | ------------------ | ------------ | ---------------- | --------------------------------- | ------------------ | ------------------------------------------- |
| Toul (ville-centre)   | 54528      | Meurthe-et-Moselle | ville-centre | 30,59            | 15 570 (2022)                     | 509                | modifier les données · modifier les données |
| Chaudeney-sur-Moselle | 54122      | Meurthe-et-Moselle | banlieue     | 8,34             | 730 (2022)                        | 88                 | modifier les données · modifier les données |
| Dommartin-lès-Toul    | 54167      | Meurthe-et-Moselle | banlieue     | 6,87             | 1 991 (2022)                      | 290                | modifier les données · modifier les données |
| Écrouves              | 54174      | Meurthe-et-Moselle | banlieue     | 10,30            | 4 457 (2022)                      | 433                | modifier les données · modifier les données |

## Évolution démographique
| 1968   | 1975   | 1982   | 1990   | 1999   | 2010   | 2015   | 2022   |
| ------ | ------ | ------ | ------ | ------ | ------ | ------ | ------ |
| 19 783 | 21 901 | 23 408 | 23 234 | 22 920 | 22 646 | 23 131 | 22 748 |

#### Données générales
- Unité urbaine en France
- Aire d'attraction d'une ville
- Liste des unités urbaines de France

#### Données démographiques en rapport avec l'unité urbaine de Toul
- Aire d'attraction de Nancy
- Arrondissement de Toul

#### Données démographiques en rapport avec la Meurthe-et-Moselle
- Démographie de Meurthe-et-Moselle